# Wharekahika (fleuve)
Le fleuve Wharekahika  (anglais : Wharekahika River)  est un cours d’eau du district de Gisborne dans la région de  Gisborne dans l’Île du Nord de la Nouvelle-Zélande.

## Géographie
Il s’écoule vers l’est. Son trajet est parallèle au nord de la côte de la région de Gisborne et atteint la mer au niveau de la baie de Hicks